# Еміль Жан-Фонтен
Еміль Жан-Фонтен (фр. Émile Jean-Fontaine, 18 березня 1839 — 28 грудня 1905) — французький яхтсмен.
Бронзовий призер Олімпійських Ігор 1900 року в 1-му запливі в класі 2—3 тонни.